# Henk Kossen
Hendrik Bernardus (Henk) Kossen (Bolsward, 3 december 1923 - Amsterdam, 28 november 2009) was een Nederlands doopsgezinde predikant, theoloog en voorzitter van de Algemene Doopsgezinde Sociëteit (ADS). Ook was hij in 1968 een van de oprichters van de oecumenische Raad van Kerken in Nederland
De familie Kossen stamt uit een geslacht van doopsgezinde Noord-Hollandse boeren, volgelingen van de voormalige pastoor Menno Simons uit Witmarsum. In Nederland wordt de ADS (voorheen: Doopsgezinde Broederschap) gerekend tot de vrijzinnige hoek van de protestantse kerken maar met een strenge nadruk op soberheid, vrede en geweldloosheid. Veel strenger in de leer zijn bijvoorbeeld de amish in de Verenigde Staten. Allen gaan evenwel terug op Menno Simons die ieder geweld, zeker om godsdienstige redenen verwierp.
De predikantenopleiding (Seminarium) van de doopsgezinden is vanouds verbonden aan de Theologische Faculteit van de Universiteit van Amsterdam en het was een moeilijke keuze toen "Amsterdam" als dominees-opleiding bij een bezuinigingsronde van staatswege verdween.
In 1968 was hij een mede-oprichters van de Raad van Kerken in Nederland.<Kossen was meer dan twintig jaar hoogleraar in de praktische theologie. Hij nam met een symposium afscheid van het Seminarium in 1989, net toen deze kwestie speelde. Later werd het Seminarium ondergebracht bij de protestantse Vrije Universiteit in Amsterdam. In de jaren tachtig was Kossen voorzitter van de Nederlandse Zendingsraad (NZR), een oecumenisch verband van protestantse en oudkatholieke kerken over de vraagstukken van missie en zending.
Eerder was Kossen predikant in IJlst en Berlikum. In 1985 keerde Kossen zich principieel tegen de plaatsing van kernkoppen op Nederlands grondgebied; het kwam hem en zijn familie op het publiek veilen van hun huisraad te staan.
Kossen publiceerde onder meer over Albert Schweitzer en diens Leben Jesu en over de plaats van de wetenschap in de samenleving volgens Eugen Rosenstock-Huessey.
- Gemeinsame Normdatei: 128199482
- International Standard Name Identifier: 0000 0000 7694 8368
- Library of Congress Control Number: no2010018719
- Nederlandse Thesaurus van Auteursnamen: 074231731
- Virtual International Authority File: 52734216
- WorldCat: E39PBJdrHPHRmGVD6WRDfMJYyd